# Codice Grolier
Il Codice Grolier è un manoscritto in lingua maya, risalente al periodo preispanico.
È realizzato con carta ricavata dalle fibre del legno di Ficus cotonifolia ricoperta di calce e colorato. Ha una altezza di 19 cm circa ed una lunghezza complessiva di 125 cm. 
Attualmente è conservato presso la Seccion de Arqueologia del Museo Nacional de Antropologia di Città del Messico.
Il codice è stato ritrovato negli anni sessanta del Novecento da alcuni saccheggiatori in una grotta asciutta nello stato messicano di Chiapas. Fu acquistato nel 1965 da un collezionista messicano e venne esposto per la prima volta nel 1971 al Grolier Club di New York, da cui il codice prese il proprio nome.
Inizialmente si pensava che questo manoscritto di sole undici pagine fosse un falso, poiché conteneva solo simboli numerici; ben presto si è potuto dimostrare che la carta risaliva al periodo postclassico medio (1100-1350) e che, come il codice di Dresda, conteneva un calendario di Venere, il che dissipò ogni dubbio sulla autenticità.
Nel 2016 uno studio della Università Brown, condotto da Stephen Houston, ha confermato l'autenticità storica del libro, grazie anche alla prova di datazione al radiocarbonio (carbonio-14) effettuata sulla carta.